# Onocolus infelix
Onocolus infelix är en spindelart som beskrevs av Cândido Firmino de Mello-Leitão 1941. 
Onocolus infelix ingår i släktet Onocolus och familjen krabbspindlar. Inga underarter finns listade i Catalogue of Life.